# GMC Sonoma
A GMC Sonoma é uma picape fabricada pela General Motors.
O modelo é derivado do Chevrolet S10 norte-americano, a primeira versão produzida em 1982, era conhecida por GMC S-15, e mais tarde renomeada a GMC Sonoma.
Em 2004, a S-série foi substituído por novos modelos: o Chevrolet Colorado, GMC Canyon e Isuzu i-Series.